# 镜箱豆腐
镜箱豆腐是无锡傳統名菜，由20世纪40年代无锡迎宾楼菜馆厨师刘俊英对家常菜油豆腐酿肉加以改进而来，因菜形如妇女梳装用的镜箱盒子，故名为“镜箱豆腐”。

## 简介
镜箱豆腐为20世纪40年代，由无锡迎宾楼菜馆名厨刘俊英创制．选用无锡特产“小箱豆腐”烹制而成。刘俊英对家常菜“油豆腐酿肉”加以改进，将油豆腐改用小箱豆腐，肉馅中增加虾仁，烹制的豆腐馅心饱满、块形美观、细腻鲜嫩，因豆腐块形如妇女杭妆用的镜箱，故名。该菜原名“金镶白玉箱”，但囿于文革时期“破四旧”，不能带“金”，遂改谐音“镜箱”。
此菜色呈橘红、鲜嫩味醇，荤素结合、老少皆宜，如今以中国饭店烹饪的为最佳。

## 制法
据由众多无锡餐饮资深专家编著的《无锡菜典》中记载，镜箱豆腐的具体制法可为：
主辅料：猪肋排骨50000克

调料：小箱豆腐一块（约重500克）、猪肉末250克、大虾仁（留尾壳）12只、水发香菇20克、青豆5克。
制法：将肉末放入碗内，加黄酒（25克）、精盐（1.5克）拌和成肉馅；将豆腐切成4块后，每块再切成长方形的3小块（每块约长4.5厘米、宽3厘米、厚3厘米），共12块，排放在漏勺中，沥去水。把锅置旺火上烧热，舀入油，烧至八成热时，将漏勺内豆腐滑人，炸至豆腐外表起软壳、呈金黄色时，捞出沥去油。用汤匙柄在每块豆腐中间挖去一部分嫩豆腐（底不能挖穿，四边不能破），然后填满肉馅，再在肉馅上横嵌一只大虾仁，做成生坯。将锅置旺火上烧热，舀入色拉油（25克），放入葱末炸香后，再放人香菇，青豆，锅端离火口，将镜箱豆腐生坯（虾仁朝下）整齐排入锅中，再移至旺火上，加黄酒（25克）、酱油、白糖、番茄酱、猪肉汤、精盐（2.5克）、味精，晃动炒锅，使调料融和。烧沸后，盖上锅盖，移小火上烧6分钟至熟后，揭去锅盖，再置旺火上收稠汤汁，用水生粉勾芡，沿锅边淋入熟猪油，颠锅将豆腐翻身，保持块形完整，排列整齐，淋麻油，滑人盘中即成。